# アンルート
『アンルート』（EnRoute）は、アメリカ合衆国のジャズ・ギタリスト、ジョン・スコフィールドが2003年12月に録音し、2004年にジョン・スコフィールド・トリオ名義で発表したライブ・アルバム。

## 背景
音楽的には、スコフィールドが2000年代に発表した作品の中でも、特にストレート・アヘッド・ジャズ色の強い作品の一つとみなされている。ジャズ・ファンク的なジャムの「オーヴァー・ビッグ・トップ」は、アルバム『グルーヴ・イレーション』（1995年）収録曲「ビッグトップ」を素材としている。

## 反響・評価
アメリカでは『ビルボード』のジャズ・アルバム・チャートで6位を記録した。
Richard S. Ginellはオールミュージックにおいて5点満点中4点を付け「3人はせわしなく、激しく、入り組んだインタープレイで、しばしば烈火を放っている」「スコフィールドのジャズ的な一面に傾倒しているとはいえ、この精力的な作品は、彼がまたジャズ・ファンク的なグルーヴを持つ作品を出してほしいと思っている向きにとっても、楽しい時間潰しになるだろう」と評している。また、『CDジャーナル』のミニ・レビューでは「近年のジョンはジャム・バンド・シーンで人気だが、これは本来のジャズのセッション」と評されている。

## 収録曲
特記なき楽曲はジョン・スコフィールド作曲。
1. ウィー - "Wee" (Denzil Best) - 8:24
2. トゥーグス - "Toogs" - 7:26
3. ネイム・ザット・チューン - "Name That Tune" (Steve Swallow) - 6:30
4. ハンモック・ソリロクィ - "Hammock Soliloquy" - 9:50
5. バッグ - "Bag" - 9:03
6. イット・イズ・リトゥン - "It Is Written" - 6:39
7. アルフィー - "Alfie" (Burt Bacharach, Hal David) - 6:52
8. トラヴェル・ジョン - "Travel John" - 7:30
9. オーヴァー・ビッグ・トップ - "Over Big Top" - 11:15

## 参加ミュージシャン
- ジョン・スコフィールド - エレクトリック・ギター
- スティーヴ・スワロウ - エレクトリックベース
- ビル・スチュワート - ドラムス